# Wszyscy w Gucci
Wszyscy w Gucci – singel polskiego rapera Hellfield'a i piosenkarza Skolima, który został wydany 14 sierpnia 2024.
Nagranie otrzymało w Polsce status platynowej płyty 31 grudnia 2024.

## Twórcy
Opracowano na podstawie materiałów źródłowych.
- CrackHouse:
  - Hellfield – wokal, tekst, kompozycja, produkcja, mix, mastering
  - Divix – kompozycja, produkcja, mix, mastering
- Skolim – wokal, tekst

## Lista utworów
- Digital download[2]

1. „Wszyscy w Gucci” – 2:32

## Teledysk
Do utworu powstał teledysk, który udostępniono 14 sierpnia 2024 za pośrednictwem serwisu YouTube.

## Certyfikaty i sprzedaż
| Kraj          | Certyfikat      | Sprzedaż | Data przyznania |
| ------------- | --------------- | -------- | --------------- |
| Polska (ZPAV) | platynowa płyta | 50 000+  | 31 grudnia 2024 |